# يايسه، أوكيناوا
يايسه (باليابانية: 八 重 瀬 町، يايسه-تشو) هي بلدة تقع في مقاطعة شيماجيري، محافظة أوكيناوا، اليابان.
تأسست يايسه في 1 يناير 2006 من خلال دمج بلدة كوتشيندا وقرية غوشيكامي.
اعتباراً من أكتوبر 2016، بلغ عدد سكان يايسه 29.488؛ بكثافة سكانية قوامها 1.100 شخص لكل كيلومتر مربع. تبلغ المساحة الإجمالية لبلدة يايسه 26.90 كيلومتر مربع (10.39 ميل مربع).

## أعلام
- هيتوي أراكاكي، مغني

## وصلات خارجية
- معلومات جغرافية متعلقة بيايسه، أوكيناوا على خريطة الشارع المفتوح
- بلدة يايسه